# Nycticorax megacephalus
La garza nocturna de Rodrigues (Nycticorax megacephalus) es una especie de ave extinta que habitaba en la isla Mascareña en proximidades de la isla Rodrigues.

## Descripción

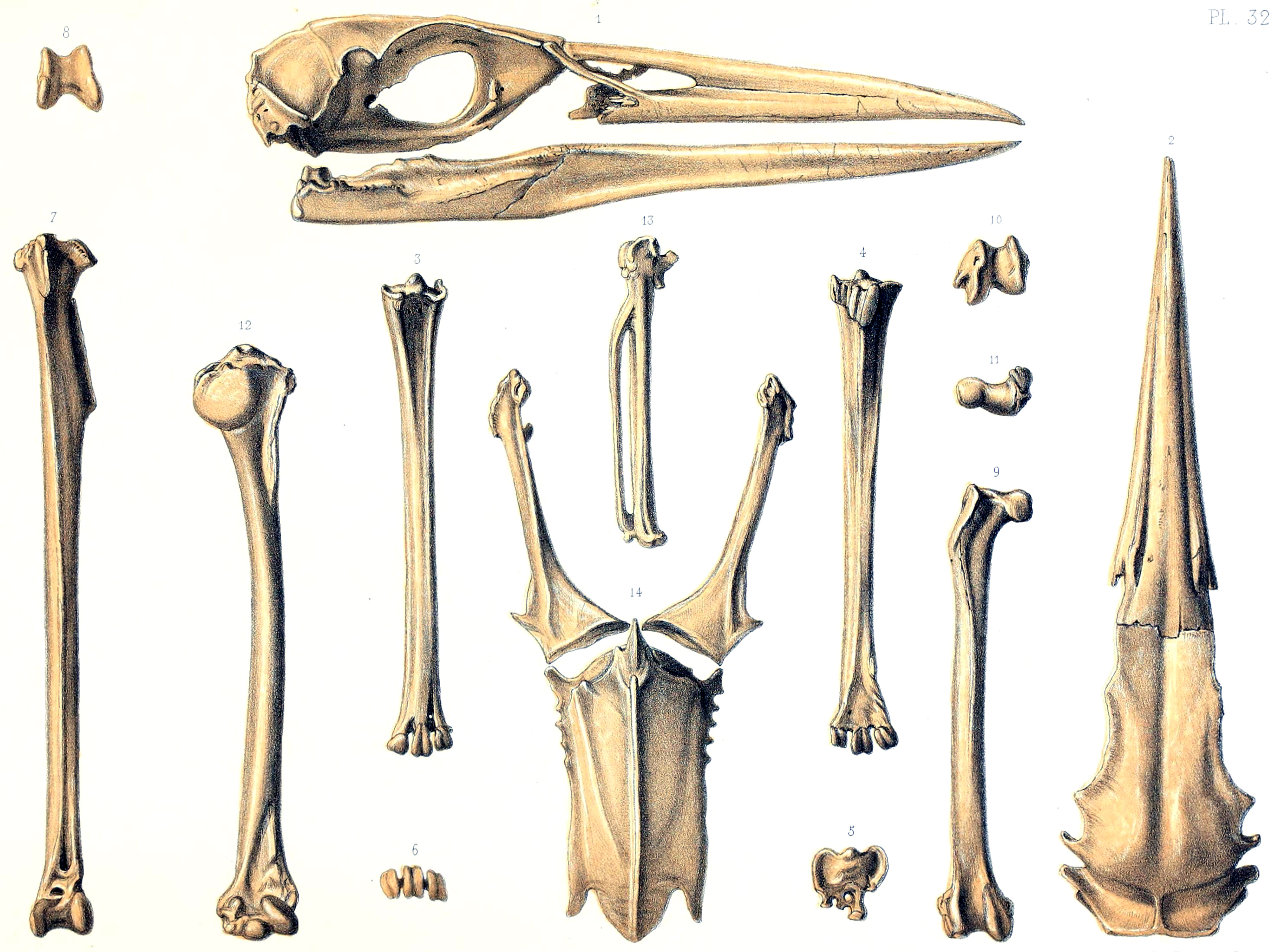
Cráneo y otros elementos

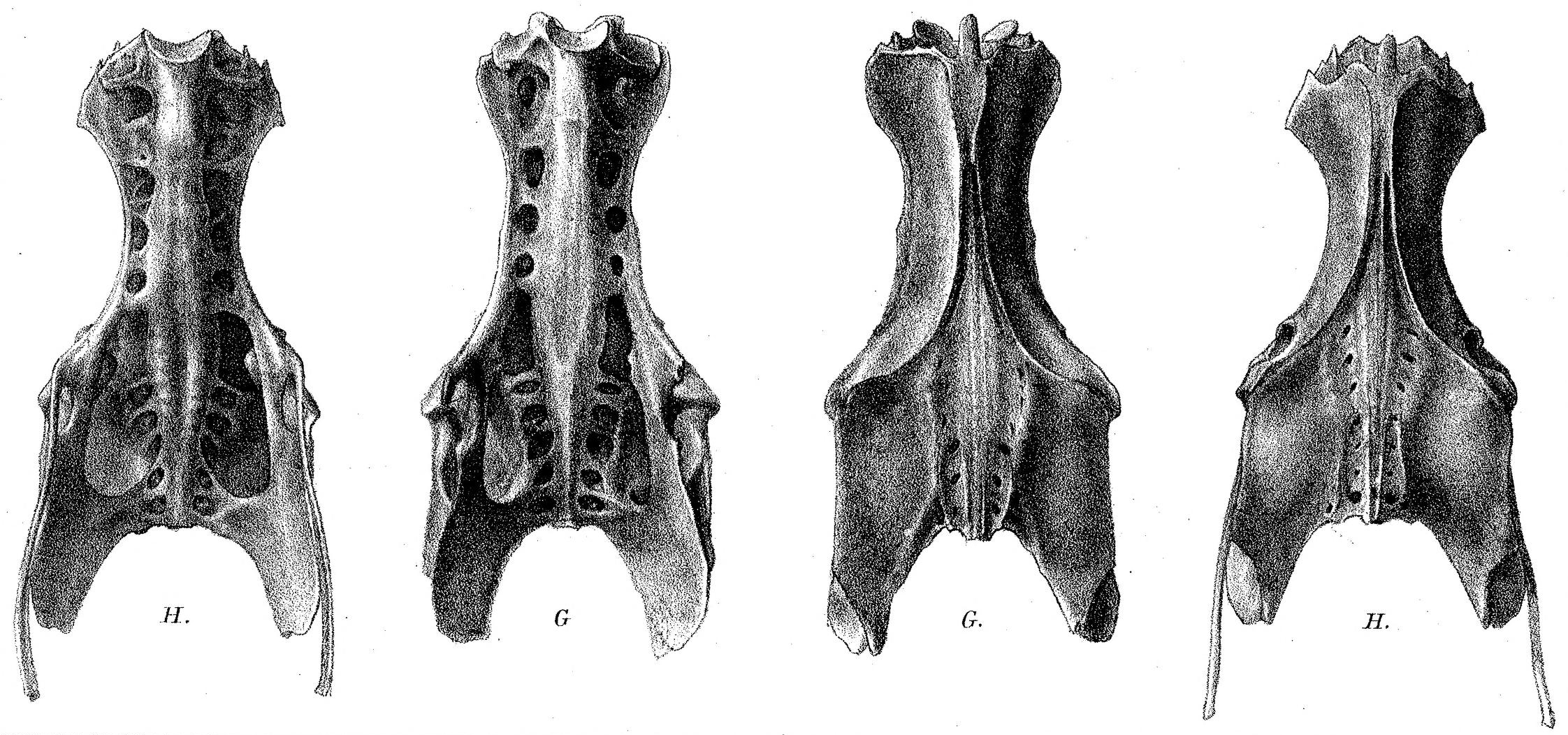
Pelvis del martinete de Rodrigues (en letra G, vista desde abajo y desde arriba) comparada con la del martinete común (en letra H)

La información disponible sobre esta especie se ha obtenido a partir de huesos subfosilizados, de la descripción realizada en 1708 por Leguat como también de un informe de Julien Tafforet de 1726. La descripción de Leguat indica que:

Tenemos garzas tan grandes y gordas como un pollo capón. Son más mansas y más fáciles de atrapar que los 'gelinotes'... A menudo los lagartos eran las presas de estas aves. Cuando los hacemos descender de un árbol con ayuda de una vara, estas aves corren y los engullen en el suelo delante de nosotros, a pesar de nuestros esfuerzos en contrario; y siempre no seguían.

## Comportamiento y ecología

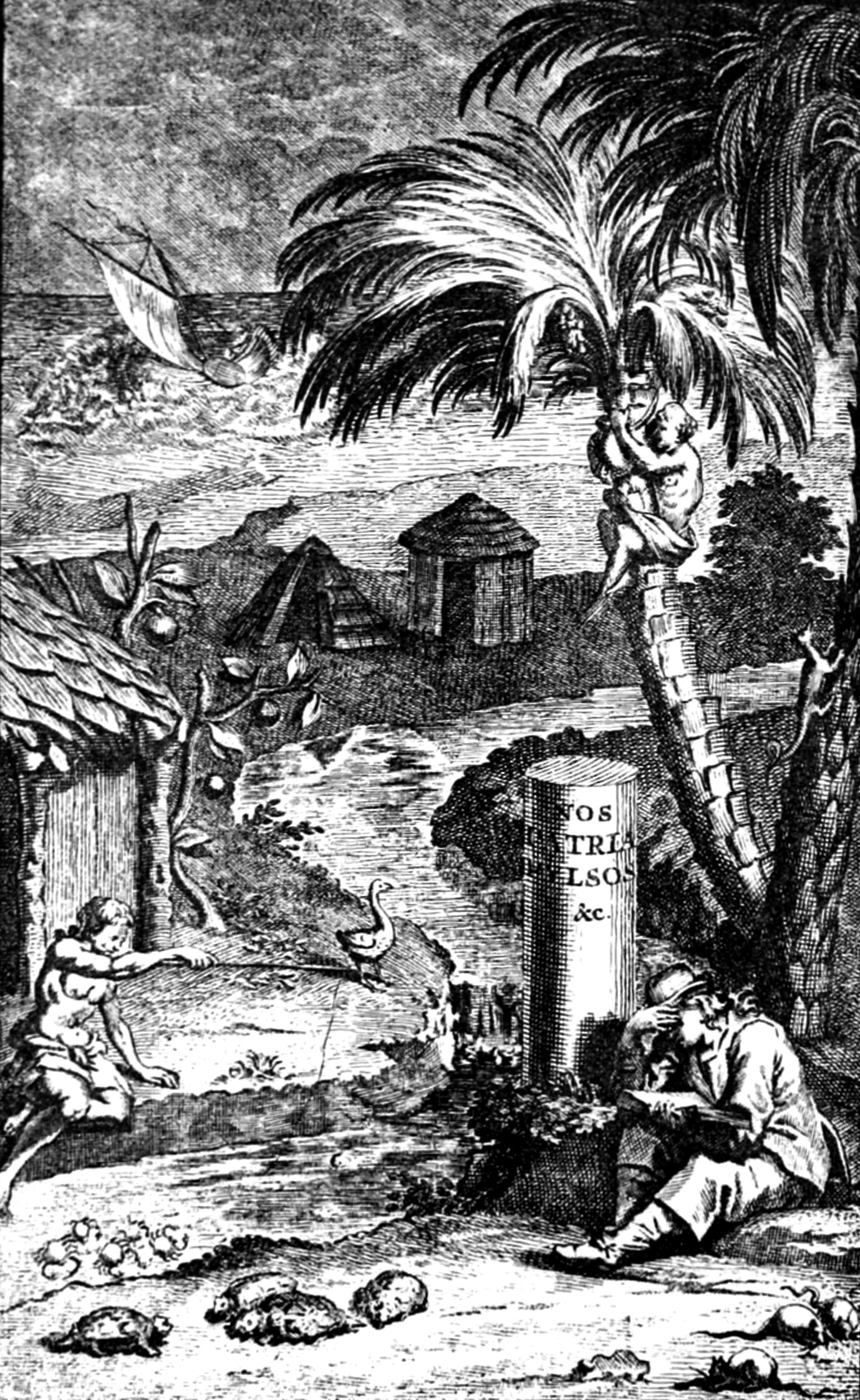
Dibujo donde aparece la caza del ave Nycticorax megacephalus.

Ambos autores concuerdan que esta especie de ave, que tenía el tamaño de un pollo gordo o una pequeña garceta, era en gran medida terrestre, incauta, y solo volaba cuando se la perseguía, aunque aun en este caso inicialmente trataban de escapar corriendo. Aparentemente sus huevos eran de un tono verde; uno de sus alimentos preferidos eran los geckos, probablemente el gecko de Rodrigues ya que la otra especie local, el gecko gigante de Rodrigues era casi tan grande como el ave (ambas especies de gecko se encuentran extintas en la actualidad). El análisis de los restos fósiles indican que el pico de la especie era muy fuerte (de allí el nombre megacephalus - "de cabeza grande") y que estaba evolucionando hacia una especie no voladora.
Muchas otras especies endémicas de Rodrigues se extinguieron después de la llegada del hombre, y el ecosistema de la isla se encuentra muy dañado. Antes de que llegaran los humanos, los bosques cubrían la totalidad de la superficie de la isla, pero muy poco de ello subsiste en la actualidad. La garza nocturna de Rodrigues vivía en compañía de otras aves recientemente extintas, tales como el solitario de Rodrigues, el perico de Rodrigues, la cotorra de Newton, el rascón de Rodrigues, el búho de Rodrigues, el estornino de Rodrigues, y la paloma de Rodrigues. Entre los reptiles extintos se encuentran Cylindraspis peltastes, Cylindraspis vosmaeri, y el gecko de Rodrigues.

## Extinción

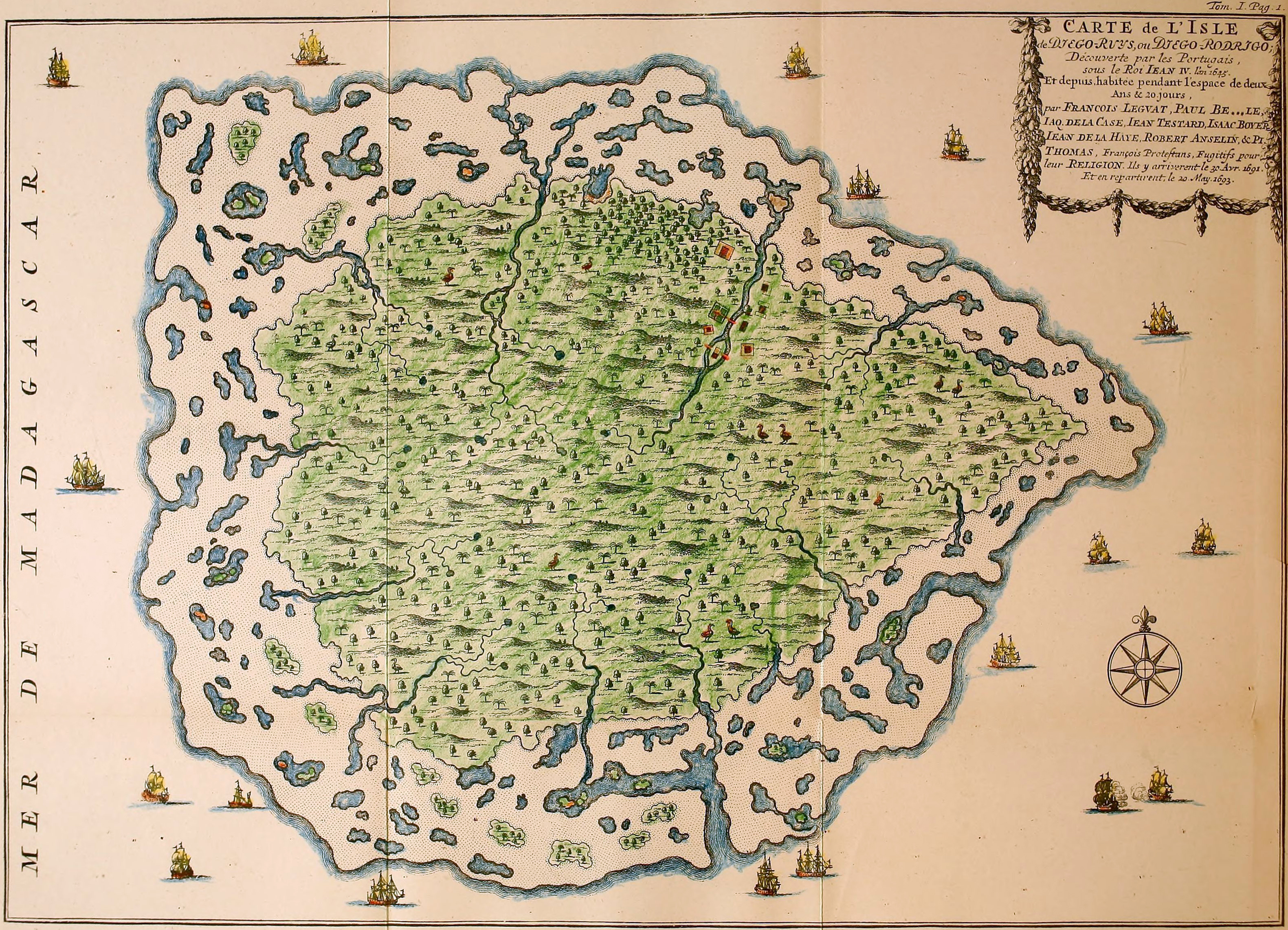
Mapa de Leguat de Rodrigues en estado prístino; en el noreste se observa la localización de su asentamiento

Parecería que el ave fue cazada hasta su extinción a mediados del siglo XVIII. Pingré menciona en su informe que para 1761 ya no era posible encontrar garzas en Rodrigues.